# كلاوديو زامورانو
كلاوديو زامورانو (بالإسبانية: Claudio Zamorano)‏ هو لاعب كرة قدم تشيلي في مركز الوسط، ولد في 25 أغسطس 1998 في تشيلي. لعب مع Deportes Temuco ‏.

## وصلات خارجية
- كلاوديو زامورانو على موقع قاعدة بيانات كرة القدم.إي يو (الإنجليزية)
- كلاوديو زامورانو على موقع Soccerway.com (الإنجليزية)